# Silke Bingenheimer
Silke Bingenheimer (verheiratete Silke Trackner) (* 1970/1971) ist eine ehemalige deutsche Basketballspielerin.

## Laufbahn
Die aus Oppenheim stammende Bingenheimer wechselte 1991 nach dem Abitur vom Regionalligisten Marburg zum Bundesligisten TSV 1847 Weilheim. Ab 1993 gehörte sie dem Bundesliga-Aufgebot von Lotus München an. Im Dezember 1993 lief sie mit der deutschen Nationalmannschaft in zwei Freundschaftsspielen gegen Frankreich auf, es blieben ihre einzigen Länderspiele. Mit München wurde die 1,76 Meter messende Flügelspielerin 1994 deutsche Vizemeisterin und erreichte das Endspiel des deutschen Pokalwettbewerbs, welches man aber verlor.
1994/95 spielte sie ebenfalls in der Bundesliga bei der DJK Don Bosco Bamberg. Sie legte anschließend eine Basketball-Pause ein, später stand sie für die Zweitligisten MTSV Schwabing und TSV Wasserburg sowie abermals den TSV Weilheim (mittlerweile in der Oberliga) auf dem Feld. In Weilheim gab sie ihre Basketballerfahrung auch als Jugendtrainerin weiter.